# エリアン・エレラ
- エリアン・エレーラ

エリアン・エレラ・ドミンゲス（Elián Herrera Dominguez, 1985年2月1日 - ）は、ドミニカ共和国サン・ペドロ・デ・マコリス州サンペドロ・デ・マコリス出身の元プロ野球選手（内野手、外野手）、コーチ。
DeNAでの登録名はファーストネームのみのエリアン。

## 経歴

### プロ入りとドジャース時代
2003年5月14日にロサンゼルス・ドジャースと契約。
2006年に、ルーキー級ガルフ・コーストリーグ・ドジャースでプロデビュー。リーグ戦36試合の出場で、1本塁打、17打点、2盗塁、打率.327という成績を残した。
2007年には、A+級インランド・エンパイア・シックスティシクサーズでリーグ戦11試合、4月20日から異動したA級グレートレイクス・ルーンズで9試合に出場。6月からは、パイオニアリーグのルーキー級オグデン・ラプターズでリーグ戦50試合に出場するとともに、1本塁打、27打点、3盗塁、打率.282を記録した。
2008年には、ルーキー級オグデンでリーグ戦33試合に出場すると、5本塁打、27打点、5盗塁、打率.298をマーク。8月にA+級インランド・エンパイアへ昇格してからは、リーグ戦4試合に出場した。
2009年には、A級グレートレイクスでリーグ戦13試合へ出場した後に、5月にA+級インランド・エンパイアへ昇格。99試合に出場するとともに、4本塁打、35打点、43盗塁、打率.290という成績を残した。
2010年には、AA級チャタヌーガ・ルックアウツとAAA級アルバカーキ・アイソトープスでプレー。リーグ戦97試合に出場したAA級では、2本塁打、38打点、31盗塁、打率.258という成績を残した。
2011年には、AA級チャタヌーガでリーグ戦116試合に出場。3本塁打、35打点、33盗塁、打率.278でシーズンを終えた。
2012年には、AAA級アルバカーキで開幕を迎えた。5月14日にドジャースとメジャー契約を結ぶと、5月15日の対アリゾナ・ダイヤモンドバックス戦5回裏に、代打でMLB公式戦デビュー。正二塁手のマーク・エリスが故障者リストに入ってからは、二塁のレギュラーを獲得した。エリスが復帰した7月以降はAAA級アルバカーキとドジャースを何度も往復。MLBの公式戦では、通算67試合の出場で1本塁打、17打点、4盗塁、打率.251という成績を残した。
2013年には、メジャー契約でスプリングトレーニングへ参加したが、レギュラーシーズン開幕直前の3月31日にAAA級アルバカーキへ異動。5月7日にMLBへ昇格すると、5月8日の対ダイヤモンドバックス戦でスタメンに起用された。5月10日以降は、AAA級アルバカーキへの降格と再昇格を繰り返したため、MLB公式戦には通算4試合の出場で打率.250にとどまった。

### ブルワーズ時代
2013年11月4日にウェイバー公示を経てミルウォーキー・ブルワーズへ移籍した。
2014年には、レギュラーシーズン開幕直前の3月25日にAAA級ナッシュビル・サウンズへ異動。AAA級リーグ戦22試合で6打点、4盗塁、打率.359という成績を残したことから、4月17日にMLBへ昇格した。シーズン通算では、MLB公式戦67試合に出場。5打点、4盗塁、打率.274を記録した。
2015年には、ニール・コッツの加入を背景に、1月30日にDFAとなった。2月3日にAAA級コロラドスプリングス・スカイソックスへ異動したが、スクーター・ジェネットの故障者リスト入りを機に、4月21日付でメジャー契約を結んで昇格した。しかし、エルナン・ペレスの加入を機に、6月2日付で再びDFAとなった。6月4日にはAAA級のコロラドスプリングス・スカイソックスへ異動したが、7月31日に再びメジャー契約を結んで昇格した。シーズン通算では、MLB公式戦83試合で7本塁打、33打点、3盗塁、打率.242をマーク。オフの12月2日にノンテンダーFAとなった。

### ドジャース復帰後
2015年12月17日に、マイナー契約でロサンゼルス・ドジャースへ復帰した。
2016年には、母国・ドミニカのウィンターリーグでのプレーを経て、AAA級オクラホマシティ・ドジャースに所属。しかし、リーグ戦22試合で10打点、打率.218という成績にとどまったため、5月14日に自由契約を通告された。

### DeNA時代
2016年5月15日に、NPBの横浜DeNAベイスターズと契約した。背番号は42。2015年から所属する同姓のヨスラン・エレラと区別するため、ユニフォームやスコアボードの表示名には、ファーストネームのエリアンを使用する。2016年のDeNAの一軍では、シーズン当初から在籍していたジェイミー・ロマックを筆頭に主力打者が開幕直後から不振に見舞われ、チームもセントラル・リーグの下位に低迷していた。そのため球団フロントは4月から新外国人野手の獲得交渉に着手。一時は、マット・マクブライド（オークランド・アスレチックス捕手）やタイラー・ムーア（アトランタ・ブレーブス内野手）の獲得が報じられていた。しかし二人ともMLB緊急昇格や故障者リスト入りのため破談となり、3人目の候補として、補強ポイントや獲得のタイミングが合致するエリアンとの契約に至った。
2016年6月1日の対埼玉西武ライオンズ戦（西武プリンスドーム）に、「7番・三塁手」としてスタメンで一軍デビュー。NPB5試合目・16打席目に当たる6月5日の対千葉ロッテマリーンズ戦（横浜スタジアム）第2打席で、右投手・唐川侑己からの2点適時打によって、NPB公式戦初安打・初打点を記録した。7月6日の対東京ヤクルトスワローズ戦（横浜）では、1点ビハインドの8回裏2死満塁で迎えた第4打席で、チームを逆転勝利に導くNPB初本塁打を右投手のジョシュ・ルーキから放った。DeNAおよび前身球団の新外国人選手によるNPB一軍公式戦での初本塁打が満塁本塁打になった事例は、横浜大洋ホエールズ時代のフェリックス・ミヤーン（1978年）以来2例目であった。試合では二塁や三塁を守ったが、スローイングの粗さが露呈したことから、二塁手としての起用が増加。打撃面でも、2番・6番・7番打者を任されながら調子が安定せず、8月以降の試合ではスタメンを外れることもあった。通算打率は.218にとどまったものの、ヤクルト戦との相性は良く、前述の来日初本塁打を皮切りにレギュラーシーズンでの本塁打（5本）を全てこのカードで記録している。
チームがレギュラーシーズン3位で臨んだ2016年のポストシーズンでは、クライマックスシリーズ（CS）でチームの勝利に貢献。「7番・二塁手」としてスタメンに起用された広島東洋カープとのファイナルステージ第3戦（10月14日・MAZDA Zoom-Zoom スタジアム広島）では、4回表の第2打席で右投手・黒田博樹から左打席で2点本塁打を放ち、チームにステージ初得点と初勝利をもたらした。チームは10月15日の第4戦に敗れて日本シリーズへ進めなかった。シリーズ期間中の10月28日に翌年もチームに残留することが球団から発表された。
2017年は、春季キャンプ中に右手の甲を打撲。新たに入団したアウディ・シリアコがオープン戦で.375の高打率を記録したことや、2015年から主力打者として在籍したホセ・ロペスおよび、新たに入団した3人の右投手（フィル・クライン、ジョー・ウィーランド、スペンサー・パットン）の起用が優先されたことから、公式戦の開幕を二軍で迎えた。4月25日にシーズン初の一軍昇格。開幕直後から不振に陥ったシリアコや、故障で戦線を離脱していた宮﨑敏郎の代役として、昇格当初は「6番・三塁手」としてスタメン起用が続いた。宮﨑が一軍へ復帰した5月以降は二塁手や代打として出場。しかし6月28日の出場選手登録抹消を境に一軍から遠ざかり、打率.250、1本塁打という成績にとどまった。なお、チームは2年連続のCSを経て、19年振りに日本シリーズへ進出。エリアン自身も日本シリーズの出場資格を有していたが、ポストシーズンの試合へ出場することなかった。日本シリーズ終了3日後の11月8日に翌年の契約を結ばないことが球団から発表され、12月2日に自由契約が公示された。

### DeNA退団後
2018年7月6日にメキシカンリーグのメキシコシティ・レッドデビルズと契約。10試合の出場で打率.273、本塁打なし、OPS.587の成績だった。7月18日にFAとなる。

### 現役引退後
2019年1月16日に現役を引退。同時にロサンゼルス・ドジャース傘下A+級ランチョクカモンガ・クエークスのコーチに就任することが発表された。2020年からはドジャース傘下A+級グレートレイクス・ルーンズのベンチコーチを務めている。

## 選手としての特徴
本職は二塁手ながら、遊撃、三塁、外野の守備もこなせるユーティリティープレイヤー。強肩を武器とした守備を披露する。
スイッチヒッターとしてのシュアなバッティングや、積極的な走塁も持ち味。本人によると右打席はパワーヒッター、左打席は単打中心のミート打撃であるというが、データ上はそれほどの差異は出ていない。
得点圏打率が高く、ミルウォーキー・ブルワーズ時代の2015年とDeNA時代の2016年に公式戦で放ったシーズン初本塁打は、いずれも満塁本塁打であった。

## 人物
DeNAへの入団が決まってからは、タレントの菊地亜美に似た顔立ちであることがTwitter上を中心に注目された。菊地も、エリアンと面識がないにもかかわらず、エリアンを「ベイスターズのお兄ちゃん」と称するツイートを随時発信。エリアン自身はそのツイートを通じて、菊地に似ていることを認識しているという。但し自身は既婚で2男2女がおり、アイドルに興味がある訳では無いと語っている。
クリスチャンであり、ヒットの出塁や本塁打の帰塁の際には両人差し指で天を指すと同時に仰ぎ見て、感謝を捧げるポーズをする。

## 詳細情報

### 年度別打撃成績
| 年 度    | 球 団    | 試 合 | 打 席 | 打 数 | 得 点 | 安 打 | 二 塁 打 | 三 塁 打 | 本 塁 打 | 塁 打 | 打 点 | 盗 塁 | 盗 塁 死 | 犠 打 | 犠 飛 | 四 球 | 敬 遠 | 死 球 | 三 振 | 併 殺 打 | 打 率 | 出 塁 率 | 長 打 率 | O P S |
| -------- | -------- | ----- | ----- | ----- | ----- | ----- | -------- | -------- | -------- | ----- | ----- | ----- | -------- | ----- | ----- | ----- | ----- | ----- | ----- | -------- | ----- | -------- | -------- | ----- |
| 2012     | LAD      | 67    | 214   | 187   | 26    | 47    | 10       | 1        | 1        | 62    | 17    | 4     | 2        | 2     | 0     | 23    | 0     | 2     | 50    | 5        | .251  | .340     | .332     | .671  |
| 2013     | LAD      | 4     | 8     | 8     | 0     | 2     | 0        | 0        | 0        | 2     | 0     | 0     | 0        | 0     | 0     | 0     | 0     | 0     | 2     | 0        | .250  | .250     | .250     | .500  |
| 2014     | MIL      | 69    | 140   | 135   | 14    | 37    | 7        | 1        | 0        | 46    | 5     | 4     | 1        | 1     | 1     | 3     | 1     | 0     | 36    | 1        | .274  | .288     | .341     | .629  |
| 2015     | MIL      | 83    | 277   | 256   | 29    | 62    | 18       | 0        | 7        | 101   | 33    | 3     | 1        | 1     | 2     | 18    | 1     | 0     | 72    | 4        | .242  | .290     | .395     | .684  |
| 2016     | DeNA     | 79    | 274   | 257   | 30    | 56    | 12       | 2        | 5        | 87    | 33    | 2     | 1        | 3     | 0     | 13    | 0     | 1     | 57    | 3        | .218  | .258     | .339     | .597  |
| 2017     | DeNA     | 25    | 62    | 56    | 9     | 14    | 1        | 0        | 1        | 18    | 1     | 0     | 0        | 0     | 0     | 6     | 0     | 0     | 22    | 2        | .250  | .323     | .321     | .644  |
| MLB：4年 | MLB：4年 | 223   | 639   | 586   | 69    | 148   | 35       | 2        | 8        | 211   | 55    | 11    | 4        | 4     | 3     | 44    | 2     | 2     | 160   | 10       | .253  | .306     | .360     | .666  |
| NPB：2年 | NPB：2年 | 104   | 336   | 313   | 39    | 70    | 13       | 2        | 6        | 105   | 34    | 2     | 1        | 3     | 0     | 19    | 0     | 1     | 79    | 5        | .224  | .270     | .335     | .606  |

- 2018年度シーズン終了時

### 年度別守備成績
内野守備
| 年 度 | 球 団 | 二塁  | 二塁  | 二塁  | 二塁  | 二塁  | 二塁     | 三塁  | 三塁  | 三塁  | 三塁  | 三塁  | 三塁     | 遊撃  | 遊撃  | 遊撃  | 遊撃  | 遊撃  | 遊撃     |
| 年 度 | 球 団 | 試 合 | 刺 殺 | 補 殺 | 失 策 | 併 殺 | 守 備 率 | 試 合 | 刺 殺 | 補 殺 | 失 策 | 併 殺 | 守 備 率 | 試 合 | 刺 殺 | 補 殺 | 失 策 | 併 殺 | 守 備 率 |
| ----- | ----- | ----- | ----- | ----- | ----- | ----- | -------- | ----- | ----- | ----- | ----- | ----- | -------- | ----- | ----- | ----- | ----- | ----- | -------- |
| 2012  | LOS   | 13    | 21    | 23    | 1     | 7     | .978     | 20    | 10    | 20    | 1     | 3     | .986     | 2     | 1     | 0     | 0     | 0     | 1.000    |
| 2013  | LOS   | -     | -     | -     | -     | -     | -        | -     | -     | -     | -     | -     | -        | -     | -     | -     | -     | -     | -        |
| 2014  | MIL   | 7     | 4     | 6     | 0     | 1     | 1.000    | 11    | 1     | 8     | 0     | 0     | 1.000    | 14    | 17    | 34    | 4     | 7     | .927     |
| 2015  | MIL   | 36    | 52    | 99    | 3     | 14    | .981     | 47    | 26    | 72    | 6     | 8     | .942     | -     | -     | -     | -     | -     | -        |
| 2016  | DeNA  | 42    | 70    | 77    | 3     | 18    | .980     | 39    | 26    | 68    | 7     | 6     | .931     | -     | -     | -     | -     | -     | -        |
| 2017  | DeNA  | 9     | 16    | 17    | 0     | 3     | 1.000    | 8     | 4     | 11    | 0     | 3     | 1.000    | -     | -     | -     | -     | -     | -        |
| MLB   | MLB   | 56    | 77    | 128   | 4     | 22    | .981     | 78    | 37    | 100   | 7     | 11    | .951     | 16    | 18    | 34    | 4     | 7     | .929     |
| NPB   | NPB   | 51    | 86    | 94    | 3     | 21    | .984     | 47    | 30    | 79    | 7     | 9     | .940     | -     | -     | -     | -     | -     | -        |

外野守備
| 年 度 | 球 団 | 左翼  | 左翼  | 左翼  | 左翼  | 左翼  | 左翼     | 中堅  | 中堅  | 中堅  | 中堅  | 中堅  | 中堅     | 右翼  | 右翼  | 右翼  | 右翼  | 右翼  | 右翼     |
| 年 度 | 球 団 | 試 合 | 刺 殺 | 補 殺 | 失 策 | 併 殺 | 守 備 率 | 試 合 | 刺 殺 | 補 殺 | 失 策 | 併 殺 | 守 備 率 | 試 合 | 刺 殺 | 補 殺 | 失 策 | 併 殺 | 守 備 率 |
| ----- | ----- | ----- | ----- | ----- | ----- | ----- | -------- | ----- | ----- | ----- | ----- | ----- | -------- | ----- | ----- | ----- | ----- | ----- | -------- |
| 2012  | LOS   | 22    | 25    | 0     | 1     | 0     | .962     | 9     | 13    | 0     | 0     | 0     | 1.000    | 7     | 10    | 1     | 0     | 1     | 1.000    |
| 2013  | LOS   | 0     | 0     | 0     | 0     | 0     | .        | -     | -     | -     | -     | -     | -        | -     | -     | -     | -     | -     | -        |
| 2014  | MIL   | 7     | 5     | 0     | 0     | 0     | 1.000    | 7     | 19    | 0     | 0     | 0     | 1.000    | 15    | 14    | 0     | 0     | 0     | 1.000    |
| 2015  | MIL   | 1     | 3     | 0     | 0     | 0     | 1.000    | -     | -     | -     | -     | -     | -        | 3     | 1     | 0     | 0     | 0     | 1.000    |
| MLB   | MLB   | 32    | 33    | 0     | 2     | 0     | .943     | 16    | 32    | 0     | 0     | 0     | 1.000    | 25    | 25    | 1     | 0     | 1     | 1.000    |

- 2018年度シーズン終了時

### 記録
初記録
- 初出場・初先発出場 : 2016年6月1日、対埼玉西武ライオンズ2回戦（西武プリンスドーム）、7番・三塁手で先発出場
- 初打席：同上、2回表に菊池雄星から遊ゴロ
- 初安打・初打点：2016年6月6日、対千葉ロッテマリーンズ3回戦（横浜スタジアム）、3回裏に唐川侑己から左前2点適時打
- 初本塁打：2016年7月6日、対東京ヤクルトスワローズ13回戦（横浜スタジアム）、8回裏にジョシュ・ルーキから右越逆転満塁本塁打
- 初盗塁：2016年7月11日、対中日ドラゴンズ12回戦（横浜スタジアム）、9回裏に二盗（投手：小笠原慎之介、捕手：杉山翔大）

### 背番号
- 37（2012年 - 2013年）
- 3（2014年 - 2015年）
- 42（2016年 - 2017年）

### 登録名
- エリアン・エレラ（2016年 - 2017年）